# Ендемит (организација)
Еколошко друштво „Ендемит“ је основано у марту 2000. године. Основали су га студенти екологије и заштите животне средине на Биолошком факултету Универзитета у Београду. Циљеви друштва су заштита и унапређење животне средине и очување биодиверзитета, а све кроз различите врсте активности, истраживања, едукације и информисања јавности о овим темама, као и кроз сарадњу и умрежавање са другим НВО из земље и иностранства.
„Ендемит“ је успешно реализовао Регионалне летње еколошке кампове „Ђердап 2001“, „Ђердап 2002“, „Ђердап 2003“, „Ђердап 2004“ и Летњи еколошки камп „Ђердап 2005“, који су били организовани на територији Националног парка „Ђердап“. Такође, реализовани су и бројни едукациони семинари, изложбе фотографија, кампање поводом Светског дана заштите озонског омотача и Дана планете Земље, као и други пројекти.
„Ендемит“ је члан CERI (Carpathian EcoRegional Initiative), ФЕНС (Федерације невладиних организација Србије), DEF (Danube Environmental Forum), SEEENN (South-Eastern European Environmental Network), као и REReP мреже (Regional Environmental Reconstruction Programme).